# アルヌルフ・フォン・バイエルン
アルヌルフ・フォン・バイエルン（Arnulf Prinz von Bayern, 1852年7月6日 - 1907年11月12日）は、ドイツ・バイエルン王国の王族、陸軍軍人。最後のバイエルン王ルートヴィヒ3世の末弟にあたる。

## 生涯
バイエルンの摂政を務めるルイトポルト王子と、その妻でトスカーナ大公レオポルド2世の娘であるアウグステ・フェルディナンデ妃の間の第4子、三男として生まれた。全名はフランツ・ヨーゼフ・アルヌルフ・アーダルベルト・マリア・フォン・バイエルン（Franz Joseph Arnulf Adalbert Maria von Bayern）。次兄のレオポルトと同様にバイエルン軍に仕官し、最終的には上級大将、陸軍元帥となった。

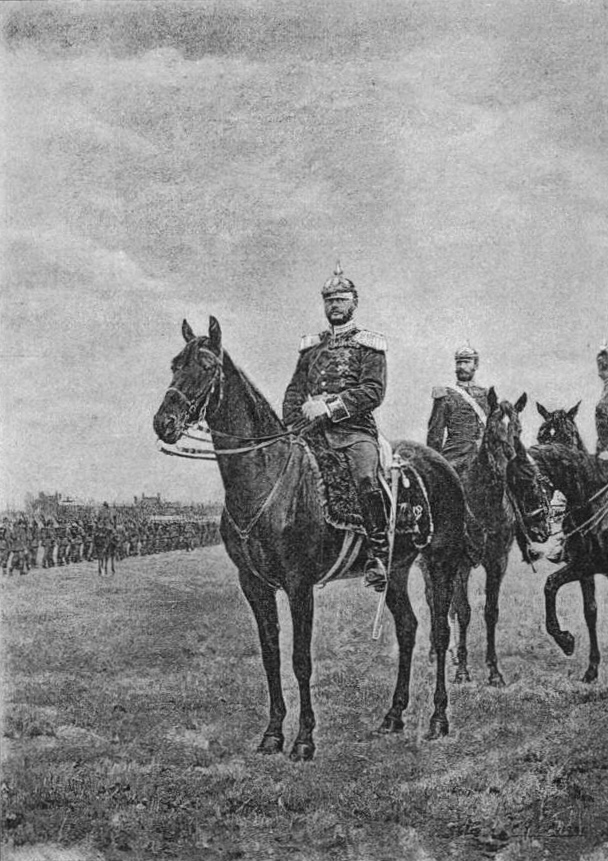
馬上のアルヌルフ（1890年）

長年にわたってバイエルン胸甲騎兵連隊（Königlich Bayerisches Infanterie-Leib-Regiment）の連隊長を務めた。ミュンヘンのトルコ通りにあったバイエルン軍の兵舎、通称トルコ兵舎（Türkenkaserne）は、アルヌルフに因んだ「プリンツ・アルヌルフ兵舎（Prinz Arnulf-Kaserne）」の公式名を掲げていた。また、ミュンヘンのザルツ通り（Salzstraße）も1890年にアルヌルフ通り（Arnulfstraße）と名を変えている。
1882年4月12日にウィーンにおいて、リヒテンシュタイン侯アロイス2世の娘テレーゼ侯女と結婚し、間に一人息子のハインリヒをもうけた。1901年にはイギリスのヴィクトリア女王の葬儀に、父ルイトポルトの代理で出席している。
1907年に旅行先のイタリアのヴェネチアで死去、遺骸はバイエルン王家ゆかりのテアティーナ教会に葬られた。

## 子女
- ハインリヒ（1884年 - 1916年） - 第一次世界大戦で戦死